# Kostel svatého Jana Nepomuckého (Senožaty)
Kostel svatého Jana Nepomuckého, původně kostel svatého Jakuba Většího, v Senožatech je barokní farní kostel římskokatolické farnosti Senožaty, spadající pod Humpolecký vikariát královéhradecké diecéze. Je chráněn jako kulturní památka České republiky.
První písemná zmínka pochází z roku 1384. Původně gotický kostel byl v roce 1727 přestavěn do barokní podoby; stavebníkem byl opat želivského kláštera Daniel Antonín Schindler, projektantem byl Jan Blažej Santini-Aichel. V letech 1772 a 1814 byl kostel postižen požárem. V roce 1818 kostel prošel empírovou úpravou; v tomto roce byl též nově vysvěcen a zasvěcen svatému Janu Nepomuckému.
Vnitřní zařízení kostela je pseudogotické. Varhany od varhanáře Johanna Mehnerta pochází z roku 1818. V roce 2006 byl konstatován jejich neuspokojivý stav.